# The Celestine Prophecy
The Celestine Prophecy è il quarto album in studio di Christopher Franke, pubblicato l'11 giugno 1996 dalla Sonic Images.

## Il disco
Si tratta, a tutt'oggi, del suo ultimo lavoro in studio da solista. Dopo la parentesi elettronico-ritmica di Klemania, Franke ritorna con quest'album a calcare sonorità tipiche della musica new Age; il sound di questo lavoro, però, si distingue da quello dei precedenti per una forte influenza world, testimoniata dalla presenza di numerosissimi musicisti ospiti, e da un utilizzo minoritario della strumentazione elettronica, per lasciare spazio in prevalenza a strumenti acustici, molti dei quali appartenenti a tradizioni etniche. L'album prende il nome dal romanzo omonimo di James Redfield: l'intero lavoro è infatti una trasposizione in musica del libro stesso.

## Tracce
Musiche di Christopher Franke.
1. The Celestine Theme – 5:41
2. Guided Dream to the Manuscript – 5:32
3. Viciente – 5:28
4. A Radient Band of Light – 4:32
5. Jensen - The Energy Thief – 3:55
6. Mystical Experience on the Mountain – 5:30
7. The Mission of Father Sanchez – 5:40
8. Illumination – 4:30
9. Scene at the Crossroads – 4:09
10. The Quest for Unity – 5:00
11. Confrontation – 5:13
12. The Mistery of the Ruins - Will's Transformation – 6:40

## Musicisti
- Christopher Franke - tastiere e pianoforte
- Berlin Symphonic Orchestra - orchestrazioni
- Alan Wagner - direttore d'orchestra
- Paul Horn - flauto nativo-americano
- Andy Abad - chitarra acustica, ukelele, charango
- Kazu Matsui - shakuhachi
- Docerte Lau - harmonium
- Jie Chen - voci tibetane
- Paul Frederick - metaphone e santur
- Taiwanes Nay Tribe - voci e canti aborigeni
- Karen Han - Erhu
- Arturo Garcia Orozco: Sanpona
- Brice Martin - Didgeridoo
- Jim Walkes - flauto di pan
- Sirah Vetesse - voce
- Jim Gilstrap - voci africane
- Ray Yslas - percussioni native e africane
- Li-Chun Chang - voci
- Katie Kirkpatrick - arpa celtica
- Deborah Holland - violino celtico e voce